# Ichneumon suturalis
Ichneumon suturalis là một loài tò vò trong họ Ichneumonidae.